# Pegomya gouraldi
Pegomya gouraldi este o specie de muște din genul Pegomya, familia Anthomyiidae, descrisă de Robineau-desvoidy în anul 1851.
Este endemică în Franța. Conform Catalogue of Life specia Pegomya gouraldi nu are subspecii cunoscute.